# Vanessa Boslak
Vanessa Boslak (née le 11 juin 1982 à Lesquin) est une athlète française, spécialiste du saut à la perche.  
Au cours de sa carrière sportive, elle bat tous les records de France (benjamine, minime, cadette, junior, espoir et senior) et devient notamment vice-championne du monde en salle en 2012.  
Elle est finaliste de trois Jeux olympiques (Athènes 2004, Pékin 2008 et Londres 2012) et est qualifiée pour les Jeux olympiques 2016 de Rio grâce à un saut à 4,60 m réalisé le 28 février.  
Côté professionnel, Vanessa Boslak est masseur-kinésithérapeute, praticienne en acupuncture (diplômée de l'université de Pékin) et préparatrice physique (diplômée de l'INSEP). Elle poursuit de plus une spécialisation en kinésithérapie du sport auprès de l'institut KinéSport.

## Carrière

### Junior
Elle a été déjà détentrice du record de France cadette en 1998 (4,10 m) et 1999 (4,15 m) (record en salle supérieur au plein air) , puis en juniors en 2001 avec 4,33 m. Elle remporte notamment la médaille de bronze des Championnats du monde cadets en 1999 et le même métal l'année suivante lors des Championnats du monde juniors à Santiago du Chili.

### Sénior
En 2002, Boslak se qualifie pour la finale des Championnats d'Europe de Munich où elle se classe onzième avec 4,20 m. Elle avait porté aux Championnats de France le mois plus tôt son record à 4,46 m.
L'année suivante, lors des Championnats du monde 2003 à Paris, elle est victime d'une déchirure du quadriceps droit quinze jours avant le début de la compétition et insuffisamment remise, elle échoue au concours de qualifications.
En 2004, elle termine 6e aux Jeux olympiques 2004 (4,40 m).
En 2005, elle se qualifie pour la finale des Championnats du monde d'Helsinki mais elle ne réussit pas son concours et termine à la 8e place. Elle remporte toutefois plus tard dans la saison l'épreuve de la perche au DécaNation, épreuve se déroulant au Stade Charléty sous la forme des dix épreuves du décathlon disputées par des athlètes d'une même nation. Elle en profite pour faire grimper son record de France à 4,60 m. Elle remporte également son premier titre international en s'imposant aux Jeux méditerranéens avec 4,40 m.
Vanessa Boslak commence la saison 2006 par une cinquième place aux Championnats du monde en salle de Moscou : avec 4,65 m, elle se classe cinquième de la finale et améliore son propre record de France. Le 28 juin, lors de la Coupe d'Europe à Malaga, elle établit à nouveau un record de France avec une barre à 4,70 m. Figurant parmi les prétendantes pour le podium aux Championnats d'Europe ayant lieu à Göteborg, Boslak est étonnement éliminée en qualifications avec 4,15 m, incapable d'effacer 4,30 m. 
Le 28 août 2007, elle termine cinquième aux Championnats du monde d'Osaka en égalant son record national dès son premier essai (4,70 m).

### Blessures et retour
Handicapée dans sa préparation dès le printemps par une blessure au genou, elle se classe 9e aux Jeux olympiques d'été de 2008 de Pékin avec un saut à 4,55 m.
En mars 2009, mal remise d'une blessure au pied droit, elle se déchire le ligament croisé antérieur du genou gauche. 
Après 4 opérations et de multiples complications post-opératoires, elle reprend le saut à la perche en juillet 2011 après 3 ans d'arrêt forcé avec un saut à 4 m. Lors de sa première compétition en salle à Orléans le 11 décembre, elle termine 2e avec 4,51 m ; cependant, lors du concours, elle perd son record de France junior au profit de Marion Fiack qui réalise 4,41 m. Elle ne participe ni aux Championnats d'Europe en salle de Paris, ni aux Championnats du monde de Daegu.

### Retour à son meilleur niveau (2012)
Lors de la 3e étape du Perche Élite Tour à Aubière le 14 janvier 2012, Boslak termine seconde mais parvient à franchir 4,52 m, ce qui la qualifie aux championnats du monde en salle d'Istanbul. Lors des championnats de France en salle, elle remporte le concours à la perche avec un saut à 4,42 m. Elle participe ensuite aux championnats du monde en salle où, dans un concours parfait, Vanessa Boslak est sacrée vice-championne du monde avec un saut à 4,70 m, record de France en salle. Elle est devancée par la Russe Yelena Isinbayeva (4,80 m)
Sa saison en plein air débute lors du meeting de Saint-Denis où elle franchit 4,30 m et remporte le concours malgré trois échecs à 4,50 m. Vanessa Boslak arrive physiquement diminuée lors des Championnats d'Europe d'Helsinki. Elle se classe sixième de la finale du saut à la perche avec 4,50 m. Elle se qualifie pour la finale des Jeux olympiques de Londres où elle prend la dixième place du concours (4,30 m).
Durant l'hiver 2013, la Française ne fait pas de saison en salle. L'été suivant, elle parvient à sauter par deux fois à 4,40 m : le 2 juillet à Bron et le 24 juillet lors du meeting de La Roche-sur-Yon. Elle ne participe pas aux Championnats du monde de Moscou. Le 11 janvier 2014, Boslak franchit 4,51 m à Aubière. Elle porte cette meilleure marque de la saison à 4,55 m le 2 juillet à Blois. Aux Championnats d'Europe de Zurich, elle échoue en qualifications, ne se classant que dix-septième (4,25 m).

### Très bonne saison en salle (2016)
Le 19 décembre 2015, elle remporte le meeting d'Aulnay-sous-Bois avec 4,42 m. Elle enchaîne ensuite les concours réguliers entre 4,38 m et 4,45 m. Arrivée aux Championnats de France en salle le 28 février à Aubière avec la seconde performance des qualifiées (4,47 m, derrière la Suédoise Lisa Gunnarsson 4,49 m), Boslak décroche le titre national avec 4,60 m, décrochant ainsi son billet pour les Jeux olympiques de Rio. Elle échoue dans sa tentative de record de France à 4,72 m malgré deux bonnes tentatives,. C'est par ailleurs son meilleur saut (plein air et salle confondus) depuis sa médaille d'argent aux Championnats du monde en salle de 2012.
Après quelques soucis physiques, Vanessa Boslak décroche la médaille d'argent des Championnats de France d'Angers avec un saut à 4,30 m derrière Ninon Guillon-Romarin (initialement 3e mais Lisa Gunnarsson étant suédoise ne peut postuler au titre). Elle renonce à sa participation aux Championnats d'Europe d'Amsterdam. Aux Jeux olympiques de Rio de Janeiro, elle termine 28e des qualifications avec 4,30 m.
Elle met un terme à sa carrière à l'issue de la saison.
En 2020, elle est en première ligne face aux malades du COVID-19, le coronavirus, en travaillant en tant que kinésithérapeute dans une clinique privée.

## Palmarès
| Date | Compétition                    | Lieu              | Résultat | Marque |
| ---- | ------------------------------ | ----------------- | -------- | ------ |
| 1998 | Championnats du monde juniors  | Annecy            | 6e       | 4,00 m |
| 1999 | Championnats du monde cadets   | Bydgoszcz         | 3e       | 4,00 m |
| 2000 | Championnats du monde juniors  | Santiago du Chili | 3e       | 4,10 m |
| 2001 | Championnats d'Europe juniors  | Grosseto          | 3e       | 4,15 m |
| 2002 | Coupe d'Europe                 | Annecy            | 3e       | 4,45 m |
| 2002 | Championnats d'Europe          | Munich            | 11e      | 4,20 m |
| 2003 | Championnats du monde en salle | Birmingham        | 8e       | NM     |
| 2003 | Championnats d'Europe espoirs  | Bydgoszcz         | 2e       | 4,40 m |
| 2003 | Finale mondiale                | Monaco            | 7e       | 4,25 m |
| 2004 | Championnats du monde en salle | Budapest          | 5e       | 4,50 m |
| 2004 | Jeux olympiques                | Athènes           | 6e       | 4,40 m |
| 2004 | Finale mondiale                | Monaco            | 7e       | 4,35 m |
| 2005 | Championnats du monde          | Helsinki          | 5e       | 4,35 m |
| 2005 | Jeux méditerranéens            | Almería           | 1re      | 4,40 m |
| 2005 | DécaNation                     | Paris             | 1re      | 4,60 m |
| 2005 | Finale mondiale                | Monaco            | 4e       | 4,50 m |
| 2006 | Championnats du monde en salle | Moscou            | 5e       | 4,65 m |
| 2006 | Coupe d'Europe                 | Malaga            | 2e       | 4,70 m |
| 2007 | Championnats d'Europe en salle | Birmingham        | 6e       | 4,23 m |
| 2007 | Coupe d'Europe                 | Munich            | 3e       | 4,38 m |
| 2007 | Championnats du monde          | Osaka             | 5e       | 4,70 m |
| 2007 | Finale mondiale                | Stuttgart         | 8e       | 4,60 m |
| 2007 | DécaNation                     | Paris             | 1re      | 4,51 m |
| 2008 | Jeux olympiques                | Pékin             | 9e       | 4,55 m |
| 2008 | DécaNation                     | Paris             | 1re      | 4,42 m |
| 2012 | Championnats du monde en salle | Istanbul          | 2e       | 4,70 m |
| 2012 | Championnats d'Europe          | Helsinki          | 6e       | 4,50 m |
| 2012 | Jeux olympiques                | Londres           | 10e      | 4,30 m |
| 2014 | Championnats d'Europe          | Zurich            | 17e      | 4,25 m |
| 2016 | Championnats d'Europe          | Amsterdam         | —        | DNS    |
| 2016 | Jeux olympiques                | Rio de Janeiro    | 28e      | 4,30 m |

## Records personnels
| Épreuve          | Épreuve   | Performance | Lieu         | Date                      |
| ---------------- | --------- | ----------- | ------------ | ------------------------- |
| Saut à la perche | Plein air | 4,70 m (NR) | Malaga Osaka | 28 juin 2006 28 août 2007 |
| Saut à la perche | Salle     | 4,70 m (NR) | Istanbul     | 11 mars 2012              |